# Cittadella di Piombino

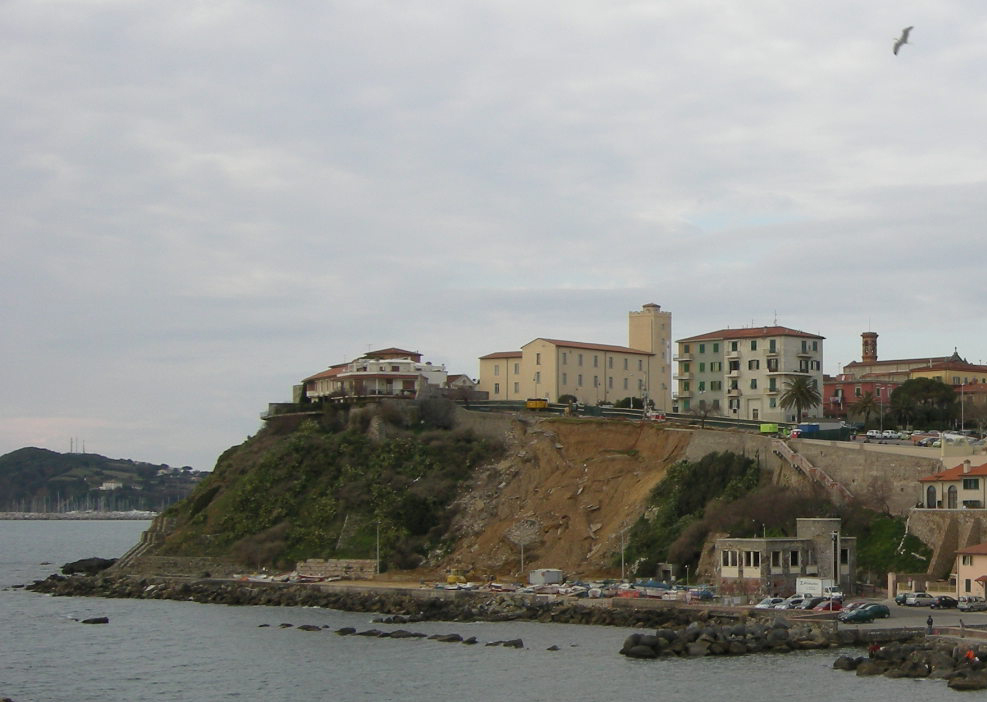
La Cittadella vista da piazza Bovio (con la frana in primo piano)

La Cittadella di Piombino è il complesso architettonico situato in piazza della Cittadella, nell'estremità sud-ovest della città.

## Storia
Era stata costruita come una vera e propria "città nella città" per gli Appiani, principi di Piombino, che desideravano creava una corte signorile rinascimentale, con palazzo, chiesa, pozzo e altri edifici adibiti alla corte. Fu edificata dall'architetto fiorentino Andrea Guardi dal 1465 al 1470, per volontà del principe piombinese Jacopo III Appiani. 
A dicembre del 2008 una frana ha interessato la parte sud della Cittadella, fortunatamente occupata dalla piazza e priva di edifici, ma che ha danneggiato alcune barche nel porticciolo sottostante.

## Architettura

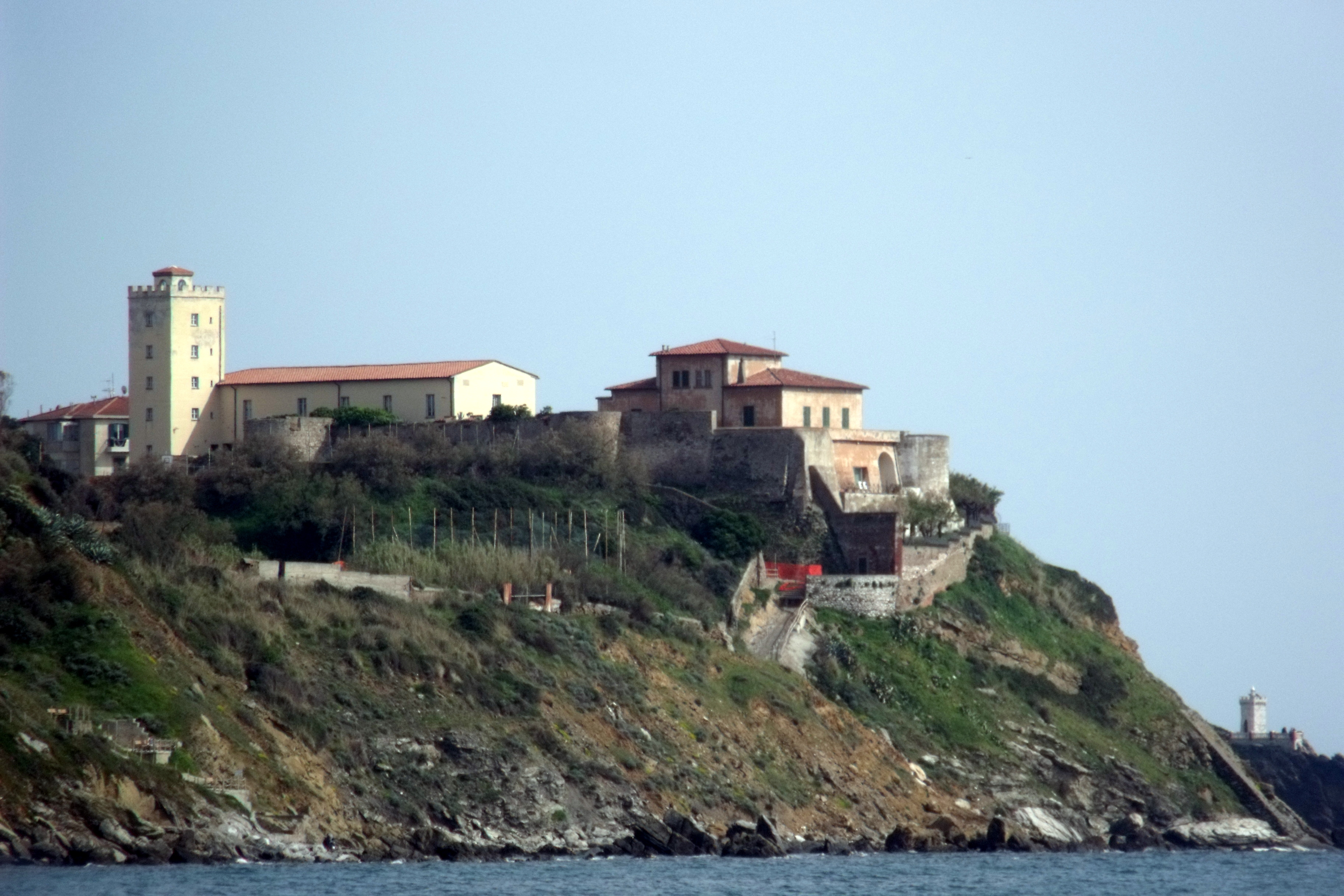
La cittadella vista da nord-ovest

Originariamente fortificata e munita di porta (oggi scomparsa), comprendeva la residenza dei principi (palazzo Appiani), una cappella gentilizia dedicata a Sant'Anna, una cisterna e le strutture adibite alla corte e ai servitori. 

### Palazzo Appiani
Il palazzo principesco degli Appiani ha subito il più grande scempio che la storia locale abbia potuto ricordare: fu infatti indegnamente e inspiegabilmente demolito nel 1959 per far posto alla villa del direttore dell'Ilva, la grande industria siderurgica cittadina. 
Un critico dei tempi scrisse: "È andato distrutto di recente e non si rimpiangerà mai abbastanza per averlo avallato, o per non averlo comunque impedito."

### La cappella
La Cappella della Cittadella o di Sant'Anna è un piccolo tesoro rinescimentale, costruito tra il 1465 e il 1470 per Jacopo III da Andrea di Francesco Guardi. Ha una facciata interamente in marmo, tripartita da quattro lesene sormontate da trabeazione con timpano, che presenta al centro un rosone a dieci raggi; una Madonna col Bambino del Guardi stesso decora la lunetta del portale. L'interno, ad una sola navata, è diviso in due da plutei dello stesso scultore, usati per dividere la parte riservata alla famiglia dei Signori da quella destinata ai cortigiani. Sull'altare barocco si trova una terracotta invetriata attribuita a Andrea della Robbia.

### Altri edifici

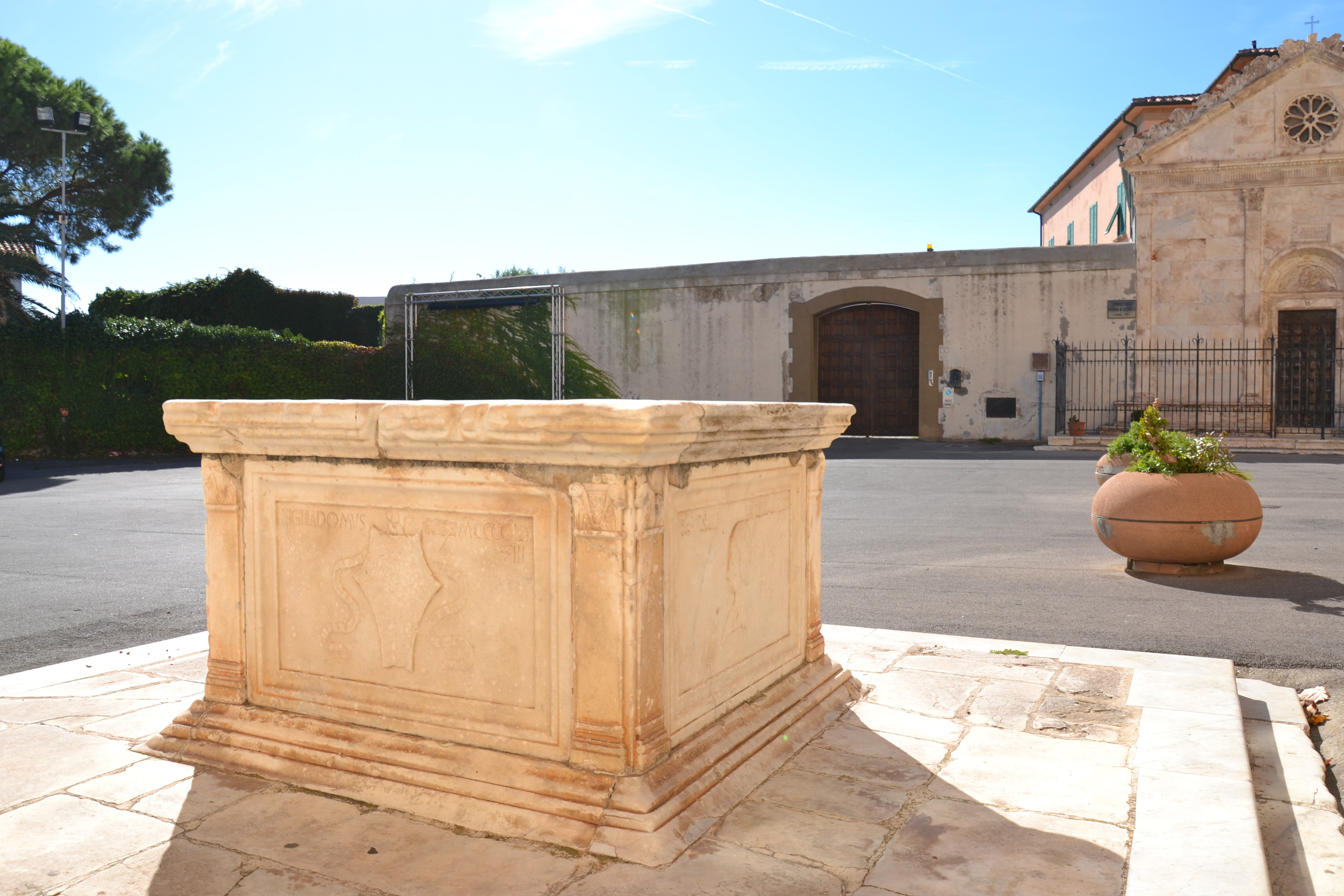
La cisterna al centro della piazza

Si trova dietro alla chiesa un edificio usato nei secoli per vari funzioni, fra tutti quello di dépendance del palazzo principesco, che è oggi una villa privata. Completano la piazza una cisterna e il palazzo dei Servitori e Cortigiani. 
La cisterna, in marmo bianco, è opera del Guardi ed ha un puteale datato 1467 che la chiude, con i rilievi scolpiti dei volti del principe Jacopo III, di sua moglie Battistina di Campo Fregoso, di suo figlio Jacopo IV e dello stemma del casato. I volti vennero mutilati durante l'occupazione di Cesare Borgia del 1503. 
Il palazzo della Corte, restaurato e modificato nel 1805 da Elisa Bonaparte, ospitava i servizi, i servitori e tutto il personale che operava a palazzo. Ospita oggi il Museo Archeologico. La Cittadella era anticamente fortificata; adesso sono visibili soltanto le mura perimetrali alla città, ovvero quelle che davano sulle campagne e sul lato-mare; perduti sono invece la porta e i bastione rivolti verso la città, demoliti nel 1805 da Elisa.